# 常州牛堀
「常州牛堀」（じょうしゅううしぼり）は、葛飾北斎の代表作『富嶽三十六景』全46図の内の一図。1831-34年（天保2-5年）頃刊行。大判錦絵。落款は「前北斎為一笔（ぜん・ほくさい・いいつ・ひつ）」。版元は永寿堂西村屋与八。

## 概要

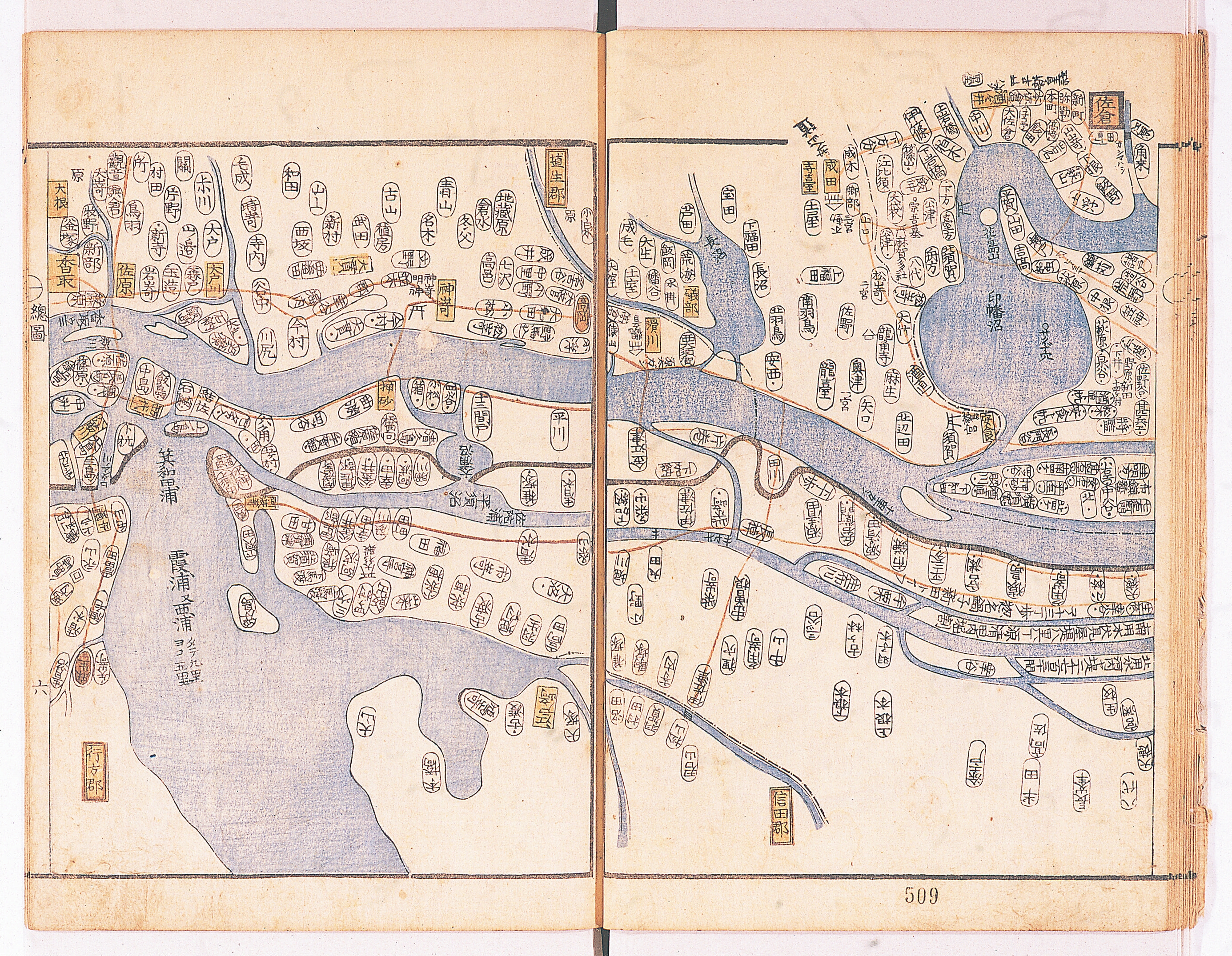
『利根川図志』巻一より、利根川・霞ケ浦周辺の地図。「霞浦及西浦」の上、「箕和田『浦』」の左側の地名二つ目に「牛堀」がある。

「牛堀」は、霞ヶ浦の南東端から流出する常陸利根川左岸にあり、現在の茨城県潮来市に大字として残る。『三十六景』全図中、最も東に位置し、かつ最も富嶽から遠い距離（約175キロメートル）にある。
立体地図ソフト「カシミール3D」を駆使し、理論上、富士が見える場所を提示した田代博によると、常陸国南部は、西側に山地が接していない為、富嶽が見られる地区になっている。
徳川幕府の利根川瀬替え政策により、東廻海運が当湊に寄港するようになり、遊廓が出来るほど栄えるが、本図が刊行される頃には、廻船は直接利根川本流に入るようになり、当地は水戸藩の輸送と霞ケ浦での漁業、鹿島・香取両神宮参詣の宿としての利用に留まった。
当地は、赤松宗旦『利根川図志』巻六にて、「牛堀　霞が浦入口なり　霞が浦ハ至て渡り難き海なれバ　此所に滞船して風をまつ故に　出入の船多く此河岸に集り　また鹿島に至るに　利根川より横利根に入り　北利根を経て　浪逆（なさか）の海にいたる」
と言及されている。本図でも船は帆柱を畳んでおり、風待ちしているものと思われる。

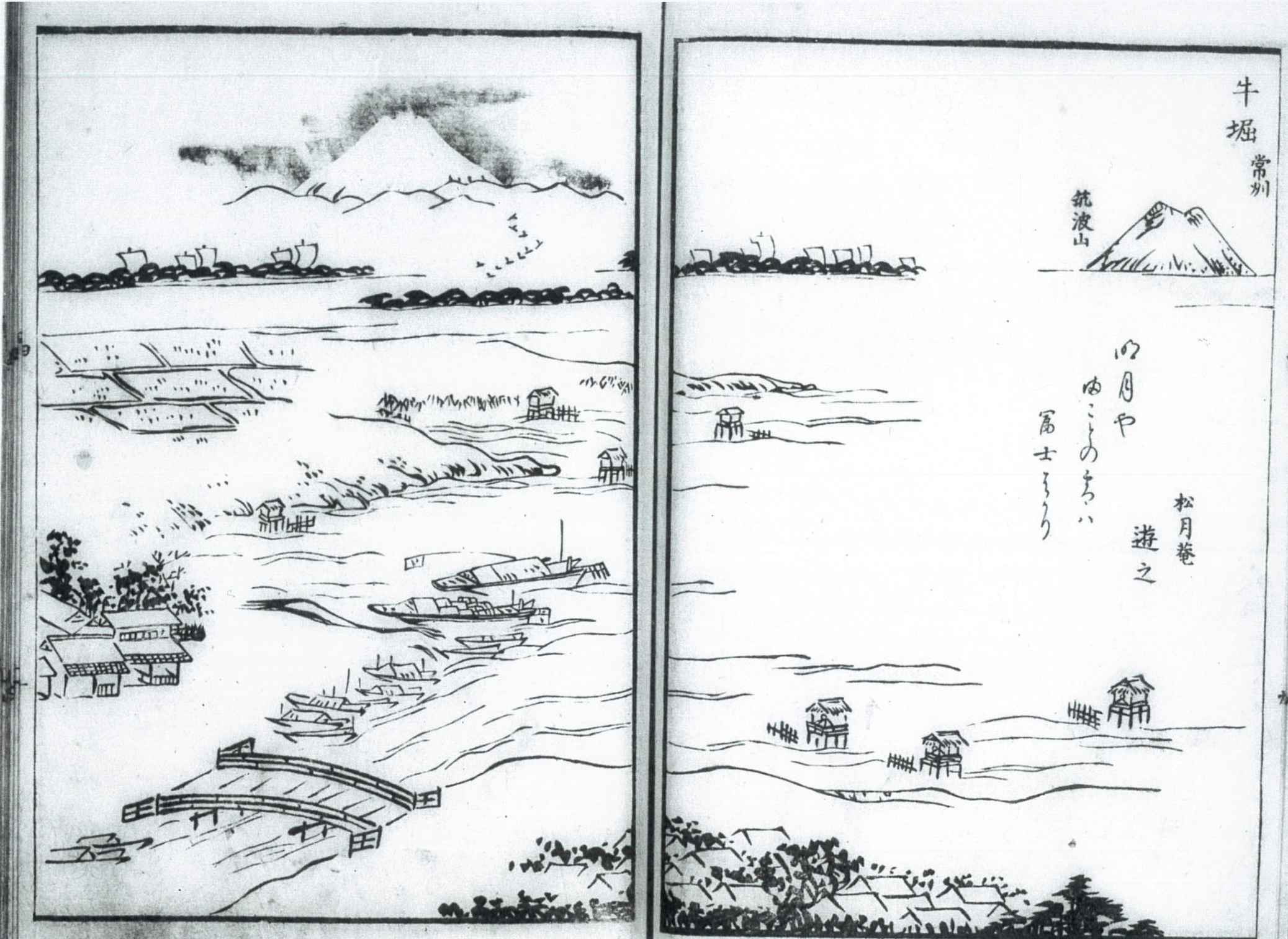
河村岷雪『百富士』巻四より「常州牛堀」

北斎が常州を訪れた確実な記録はないが、河村岷雪の絵本『百富士』巻四に同地からの富士が描かれており、同書からの援用が考えられる 。
岷雪の画は、右に筑波山、左に富嶽を望み、霞ヶ浦・常陸利根川も広く取り入れた俯瞰図である。遠景に帆船が浮かぶ様は、『三十六景』「上總ノ海路」にも見られる構図である。
対して北斎は、「高瀬舟」を前面に大きく描写し、更にその手前に巌（いわお）を配する「近接拡大法」を取ることによって、岷雪の説明的な「実景」ではなく、力強い「売れる」絵を描いた。

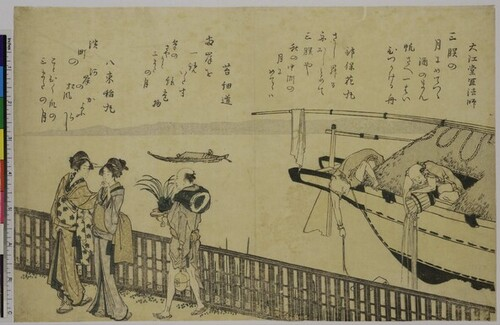
狂歌画帖『みやこどり』より「三叉の月」。オランダ・ライデン国立民族学博物館蔵。

左の男は、高瀬舟から水を流しているが、彼が持つものは、よく見ると羽釜だと確認でき、右手で流出箇所を押さえていることから、米を研いでいるのだと分かる。同様の行為は、北斎の狂歌絵本『みやこどり』（1802年・享和2年）の「三叉の月」でも見られる。
雪の葦原を2羽の鷺が飛ぶが、彼らの姿勢は、『三十六景』「駿州大野新田」での5羽と同じである。

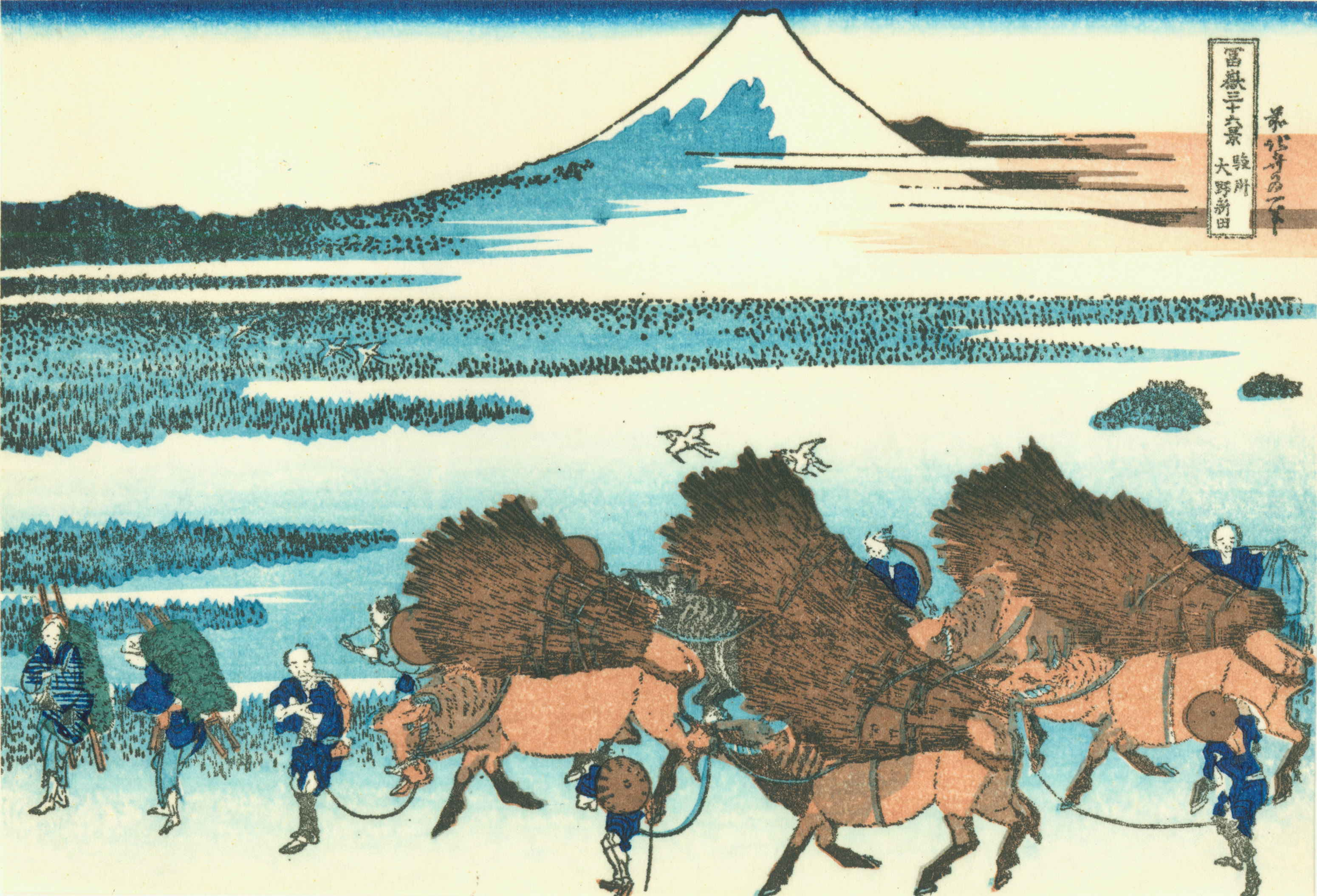
『富嶽三十六景』の内「駿州大野新田」

初摺は「ベロ藍」単色摺だが、本図は後摺で、船及び遠景の庵2軒に木色が用いられている。富嶽の頂より右下にも庵2軒があるが、こちらはベロ藍のままである。